# Pteropus caniceps
Pteropus caniceps — вид рукокрилих, родини Криланових.

## Поширення, поведінка
Ендемік Індонезії. Цей вид живе в первинних і дещо порушених місцях проживання. Ймовірно, лаштує сідала в малих групах і, як відомо, спить у дуплах дерев. Ймовірно, не залежних від води і живе від рівня моря до 1630 м над рівнем моря. 

## Загрози та охорона
Полювання і вирубка лісів у зв'язку з розширенням сільського господарства і лісозаготівлями є основними загрозами для виду. Цей вид особливо чутливий до вирубки лісів. Немає ніяких заходів по збереженню для цього виду на місці; і не відомо, чи вид зустрічається в будь-яких природоохоронних територіях.